# Couteau à viande

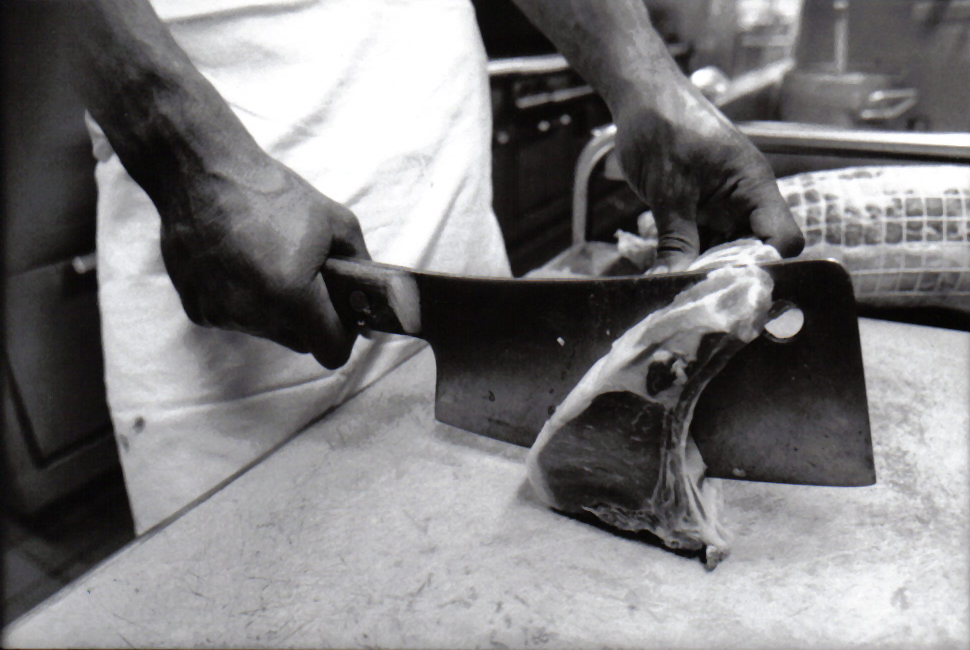
« Feuille » de boucher.

Un couteau à viande est un couteau destiné à couper et découper de la viande ; il se décline en plusieurs formats et exemplaires ayant chacun une caractéristique et une fonction attitrée. 
Tout d'abord, la « feuille de boucher », un couperet servant à découper et aplanir la viande. Elle est constituée d'une lame variant de 2 à 5 mm de largeur et 10 à 20 cm de longueur ; sa forme rectangulaire la rend très reconnaissable.
On trouve aussi dans la famille des couteaux à viande le « magistrat » ou le « charcutier ». Ce couteau plus long servait autrefois à découper le jambon et le jarret en fines tranches mais il a été remplacé récemment par une machine facilitant ainsi le travail de l'artisan.

## Histoire
Si le couteau de table est lui apparu au début du XVIIe siècle, le couteau à viande trouve ses origines au Néolithique, époque à laquelle il était fait en silex et pierre.

## Matériaux et fabrication
La lame des couteaux de cuisine est traditionnellement faite d'acier ; il en existe maintenant en acier inoxydable, malgré l'impossibilité d'aiguiser de l'inox aussi finement que de l'acier au carbone. Pour un affûtage efficace, nécessaire car la viande crue, molle et résistante à la fois, est un matériau difficile à découper, on prend en général un acier assez dur que l'on trempe fortement. L'utilisation d'un acier dur, donc cassant, est permise par le fait qu'un couteau ne prend normalement pas de chocs susceptibles de le briser (pour trancher ou briser un os un boucher utilisera une « feuille de boucher »). Cependant, un acier très dur rend l'aiguisage pénible et nécessite une pierre très dure et peu commode à utiliser. Les lames en acier classique (non inox) supportent mal les passages répétés au lave-vaisselle.
Le manche est traditionnellement en bois, plus rarement en os ou en ivoire. À partir du XXe siècle, il est souvent fait de plastique, plus économique et qui résiste mieux au lave-vaisselle.

## Légende
La ville de Thiers est la capitale française du couteau. Plus des deux tiers des couteaux utilisés en France dans le domaine de la cuisine ou de la table sont fabriqués par des entreprises thiernoises[réf. nécessaire]. Le couteau à viande tient une place importante dans sa production. 
Le couteau « magistrat » aurait, selon la légende, été inventé par un charcutier thiernois, Jean Bonneau, en 1712[réf. nécessaire]. Ne parvenant pas à satisfaire les demandes de ses clients les plus exigeants en matière de découpage de porc, il aurait inventé un couteau à lame plus fine afin de pouvoir trancher plus finement. Cette histoire, avérée ou non, participe sans nul doute à l'influence et à la réputation de la commune auvergnate. Selon une autre source[Laquelle ?], la paternité du magistrat revient à l'irlandais Pat Edetet, en 1711[réf. nécessaire].